# Massaker von Treuenbrietzen
Die Massaker von Treuenbrietzen waren Kriegsverbrechen, bei denen am 23. April 1945 in der Nähe von Treuenbrietzen 127 italienische Militärinternierte mutmaßlich von Einheiten der Wehrmacht und wenig später laut einem Gutachten der Brandenburgischen Landesregierung zwischen 30 und 166 deutsche Zivilisten von Einheiten der Roten Armee erschossen wurden.

## Massaker an 127 italienischen Militärinternierten im Dorf Nichel

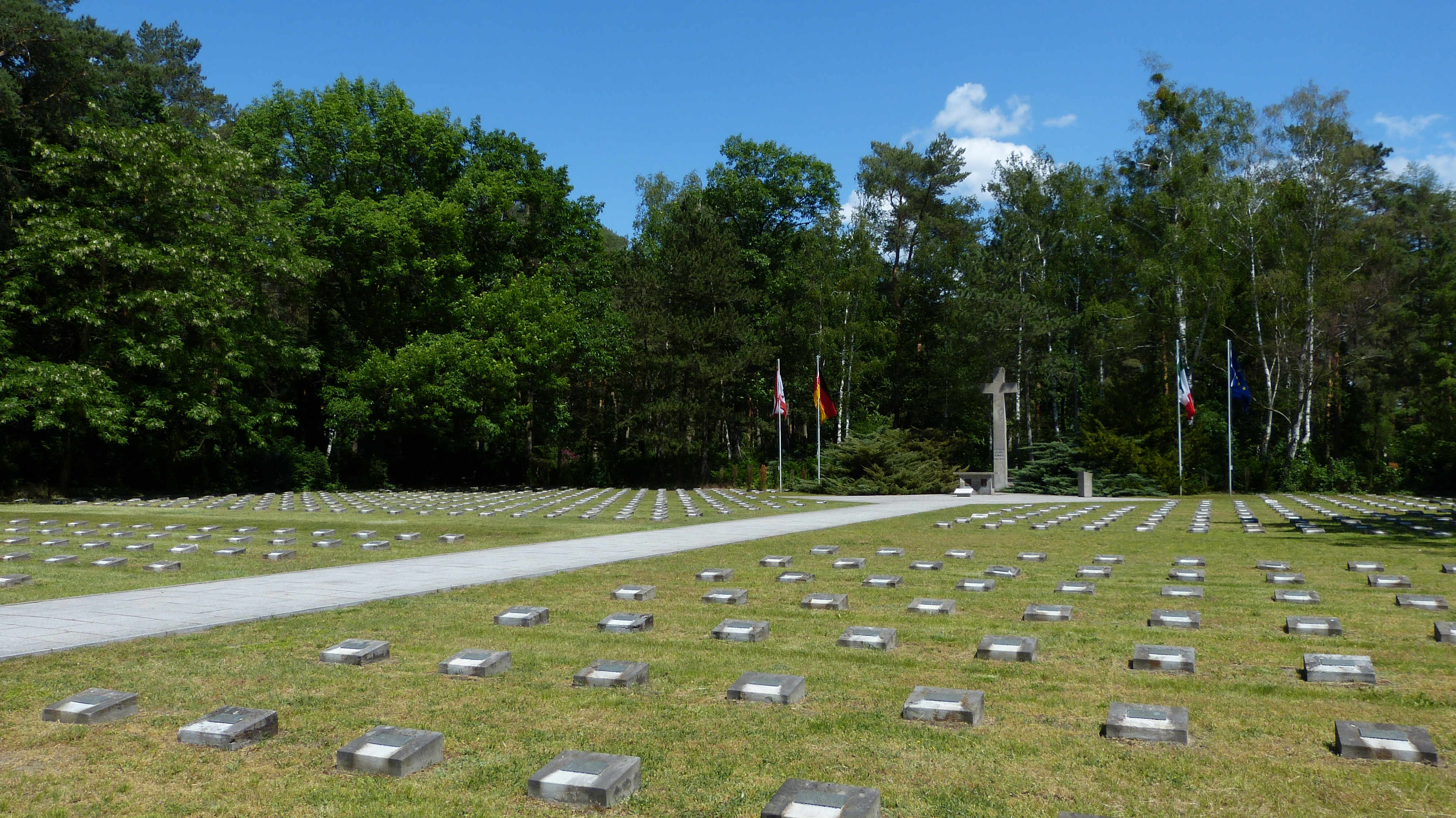
Italienische Begräbnisstätte der Opfer des Massakers in Treuenbrietzen auf dem Waldfriedhof Zehlendorf

Am 21. April 1945 besetzte das 51. Gardepanzerregiment, das zur 1. Ukrainischen Front gehörte, die Stadt. In der Nacht zum 23. April eroberten Soldaten der 12. Armee der Wehrmacht, verstärkt durch Mitglieder des Reichsarbeitsdienstes und Hitlerjungen vom Gauschwarm Berlin große Teile von Treuenbrietzen zurück.
So war insbesondere die Armee Wenck in den letzten Aprilwochen 1945 in Treuenbrietzen und Umgebung nachweislich eingesetzt.
Am 23. April 1945 trieben Angehörige der Wehrmacht oder der Waffen-SS 131 italienische Militärinternierte, die seit zwei Jahren als Zwangsarbeiter in einer Munitionsfabrik in Treuenbrietzen arbeiten mussten, in ein Waldstück bei dem nahe Treuenbrietzen gelegenen Dorf Nichel. In einer Kiesgrube wurden sie bis auf vier Überlebende erschossen. Die Opfer liegen auf der Italienischen Kriegsgräberstätte auf dem Waldfriedhof Zehlendorf (Berlin).

## Erschießung deutscher Zivilisten in Treuenbrietzen
Im Zuge der ersten Besetzung der Stadt am 21. April wurde ein ranghoher sowjetischer Offizier getötet. Zeitzeugenberichten zufolge wurden kurz vor dem Eintreffen der Roten Armee weiße Fahnen am Rathaus gehisst. Die Deutschen hatten sich ergeben. Über die Umstände der Erschießung des Oberstleutnant Fedor Tschartschinski existieren unterschiedliche Versionen: Nach Angaben des Lokalhistorikers Helmut Päpke habe ein deutscher SS-Mann beim Einmarsch der Truppen auf den Stab der Roten Armee geschossen und den Offizier getötet. Der Lokalhistoriker Wolfgang Ucksche hingegen berichtet, es sei während einer Siegesfeier am gleichen Tag (nach anderen Quellen am 22. April) zu einem tödlichen Streit in der sowjetischen Kommandantur gekommen. Hierbei sei der Kommandant der Stadt, Oberstleutnant Fedor Schartschinski, erschossen worden. Für beide Versionen gibt es keine ausreichenden Belege. Die historischen Quellen weisen jedoch auf die Richtigkeit der ersten Version hin.
Fest steht, dass am Nachmittag des 23. April 1945 die Rote Armee die Stadt wieder unter ihre Kontrolle brachte.
Wenig später forderten die sowjetischen Soldaten die Einwohner Treuenbrietzens auf, die Stadt zu räumen. Die Zivilisten wurden in nordöstliche Richtung aus der Stadt gebracht. Nach Zeitzeugenberichten wurden an einem Waldrand die Männer von den Frauen und Kindern getrennt. Die Männer wurden in den Wald gebracht und erschossen. Es ist nicht zweifelsfrei belegt, ob es sich bei der Erschießung um eine spontane Exzesstötung oder um eine gezielte Strafaktion handelte. Die Quellen weisen darauf hin, dass es sich um die Ausführung eines militärischen Befehls gehandelt haben könnte.
Über die Opferzahlen herrscht unter den Lokalhistorikern weitestgehend Uneinigkeit. Schätzungen, wonach die Opferzahlen bis zu 1000 Einwohner der Stadt betragen haben könnten, müssen nach derzeitigem Stand als unseriös zurückgewiesen werden. In diesen kolportierten Zahlen sind bei Kampfhandlungen gefallene deutsche Soldaten, zivile Kriegsopfer und Selbstmörder mit eingeschlossen. Im Gutachten der Brandenburgischen Landesregierung geht Andreas Weigelt von Opferzahlen aus, die zwischen 30 und 166 deutschen Zivilisten liegen.

## Strafverfolgung und Ermittlungen der Staatsanwaltschaft
Schon wenige Tage nach den Morden an den Italienern befragten Offiziere der Roten Armee ergebnislos Überlebende und Dorfbewohner. 1965 wandte sich die Generalstaatsanwaltschaft der DDR mit einem Amtshilfeersuchen an die Staatsanwaltschaft Köln und regte bundesweite Ermittlungen an. Weil das Verfahren in Köln 1974 eingestellt wurde, wurden auch die Ermittlungen in der Sache Treuenbrietzen eingestellt.
Das Massaker an den italienischen Militärinternierten blieb der Öffentlichkeit lange Zeit unbekannt. Dies änderte sich, als die italienische Justiz in Ancona aufgrund der Aussagen eines Überlebenden im Jahr 2002 eigene Ermittlungen begann und um Amtshilfe in Deutschland bat.
Dieses Verfahren wurde daraufhin in Ludwigsburg weitergeführt.
Seit dem Herbst 2008 ermittelte erstmals die Staatsanwaltschaft Potsdam aufgrund des Massakers in Treuenbrietzen gegen unbekannte Angehörige der Roten Armee wegen „Mordes zum Nachteil deutscher Zivilpersonen in einer Vielzahl von Fällen“. Mitte November baten die Potsdamer Beamten den Generalstaatsanwalt der Russischen Föderation um Rechtshilfe.
Tätig wurde die Staatsanwaltschaft Potsdam aufgrund der Anzeige des Vereins Forum für Aufklärung und Erneuerung, der sich vorrangig um die Aufklärung der Geschehnisse während der DDR-Diktatur bemüht.
Weil jedoch deutsche Gerichte für Kriegsverbrechen der alliierten Streitkräfte nicht zuständig sind, besteht ein Verfahrenshindernis, sodass das Verfahren 2009 eingestellt wurde.

## Gedenken

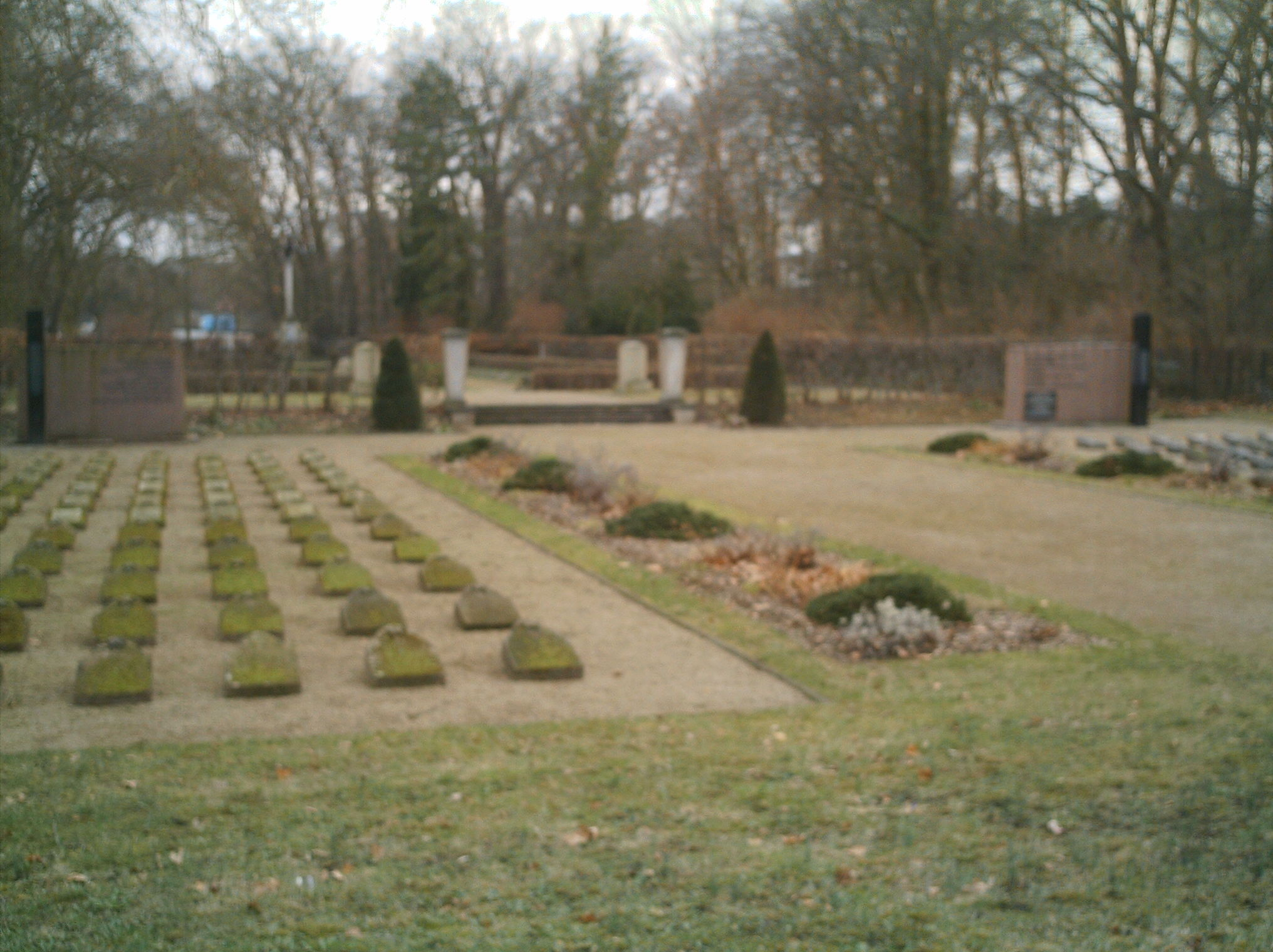
Sowjetischer Ehrenhain

Die Gedenkstätte für die Opfer beider Massaker findet sich auf dem Triftfriedhof in der Jüterboger Straße. Sie besteht aus einer Reihe von Kriegsgräbern, einem Pavillon und der Stele mit den Namen der Toten sowie einem Gedenkstein für einen gefallenen Treuenbrietzener Arzt.
Die Kriegsgräberstätte beherbergt 337 Tote in sechs Massengräbern, in denen die Toten in zwölf Reihen übereinander liegen, darunter nach offiziellen Angaben 209 deutsche Soldaten, 125 zivile Einwohner von Treuenbrietzen und drei ausländische Zwangsarbeiter. Auf dem Gedenkstein steht: „GEDENKET DER TOTEN“. Regina Scheer recherchierte dazu im Auftrag der Brandenburgischen Landeszentrale für politische Bildung und des Ministeriums für Wissenschaft, Forschung und Kultur des Landes Brandenburg: „Es hieß, dass hier die Opfer der Vergeltungsaktion begraben sind. Bei genauer Prüfung der Friedhofsunterlagen stellte sich jedoch heraus, dass hier auch polnische Zwangsarbeiter und Kinder liegen, die vor dieser Vergeltungsaktion ums Leben kamen.“ 
In der DDR wurden sie als Opfer eines Bombenangriffes ausgegeben, der aber nachweislich drei Tage früher stattgefunden hat.
Bis zur politischen Wende 1989/90 habe niemand über dieses Ereignis sprechen dürfen.
2005 kündigte die Stadt zum 60. Jahrestag des Kriegsendes eine Neugestaltung des Ehrenhains an, der zu DDR-Zeiten einen großen sowjetischen Soldatenfriedhof beherbergte.
Der 23. April 1945 wird in Treuenbrietzen seit 1995 offiziell als Gedenktag der Opfer beider Massaker begangen. Inzwischen kommen auch Italiener und Russen aus den Botschaften zu dieser Gedenkfeier.